# جان غرابوسكي
جان غرابوسكي (بالبولندية: Jan Grabowski)‏ هو مؤرخ العصر الحديث ‏ ومؤرخ بولندي وكندي، ولد في 24 يونيو 1962 في وارسو في بولندا.

## وصلات خارجية
- الموقع الرسمي
- جان غرابوسكي على موقع IMDb (الإنجليزية)